# Изложба „Нови чланови” (1983)
Изложба „Нови чланови” се одржала од априла до маја 1983. године у Галерији савремене ликовне уметности Ниш и Галерији Удружења ликовних уметника Србије.

## Излагачи

### Сликари
1. Нада Алавања
2. Мирослав Благојевић
3. Срђан Боснић
4. Стојанка Бошњак
5. Милица Бравачић
6. Александар Димитријевић
7. Горан Ђорђевић
8. Ненад Жилић
9. Зоран Ивановић
10. Чедомир Кесић
11. Милица Којчић
12. Драгослав Крнајски
13. Тахир Лушић
14. Славољуб Мирковић
15. Гордан Николић
16. Дејан Попов
17. Слободан Поповић
18. Стоја Рађеновић
19. Џенгис Реџепагић
20. Здравко Сантрач
21. Драгана Станачев
22. Вера Стевановић
23. Марија Станарчевић
24. Љубица Станимировић
25. Драгомир Урген
26. Славица Филоповић
27. Јован Чекић
28. Никола Џепина
29. Весна Стојиљковић Пантелић

### Вајари
1. Миливоје Богосављевић
2. Јасминка Бркановић
3. Драган Васић
4. Оливера Даутовић
5. Милорад Иветић
6. Вељко Лалић
7. Љубиша Манчић
8. Бранислав Милашиновић
9. Светозар Мирков
10. Раде Првуловић
11. Маријан Тешић

### Графичари
1. Драган Влајић
2. Мартин Кизур
3. Славко Миленковић
4. Предраг Марковић
5. Милан Томић
6. Владимир Бошковић